# Chrysomya samarensis
Chrysomya samarensis är en tvåvingeart som beskrevs av Hiromu Kurahashi 1979. Chrysomya samarensis ingår i släktet Chrysomya och familjen spyflugor.
Artens utbredningsområde är Filippinerna. Inga underarter finns listade i Catalogue of Life.